# ニンテンドウオールスター!大乱闘スマッシュブラザーズ
『ニンテンドウオールスター! 大乱闘スマッシュブラザーズ』（ニンテンドウオールスター だいらんとうスマッシュブラザーズ、英題：Super Smash Bros.）は、1999年1月21日に任天堂より発売されたNINTENDO 64用対戦アクションゲーム。大乱闘スマッシュブラザーズシリーズの第1作目。略称は「スマブラ」「スマブラ64」など。アメリカでは同年4月27日、ヨーロッパでは同年11月19日に発売。

## ゲームシステム・ルール
「スマッシュ（操作スティックのはじき）」を中心とした操作システムの体系や、基本となるゲームシステムの大半はすでにこの時点で確立されていた。後の作品で追加されたシステムはあるが、この時点で定められたシステムに関しては後もほとんどが変更されていない。

## ゲームモード
1人用ゲーム
1Pゲーム
任意のキャラクターを使って、決められたコンピュータのキャラクターを倒して勝ち進んでいくモード。道中にはジャイアントドンキーコングや『スーパーマリオ64』に登場した「メタルマリオ」などCPU専用キャラクターも登場し、最後ボスにマスターハンドが待ち構える。残機が尽きたり時間切れになった時点でゲームオーバーとなるが、コンティニューすることも可能。
ステージをクリアするごとにクリアタイムなどからスコアが加算され（「チーププレイ」のみ減点されるボーナス。特殊条件により貰えるボーナス得点やステージ固有のものもある）、最高スコアがキャラクター別に保存されるようにもなっており、スコアアタックとして遊ぶことも可能。
難易度を5段階の中から選ぶことができ、残機と制限時間の設定が出来る。難易度を上げるほど敵は賢くなり吹っ飛びにくくなる。
ステージ2・7・10は複数の敵が登場し、1体倒すと新たな敵が上から補充される形式で出現する仕組みとなっている。
ステージ4と6は、CPU操作の味方キャラクターがランダムで付く。
トレーニングモード
ステージ、敵、アイテムなどを自由に設定できる練習モード。コンボ数の表示などもされる。
ボーナス1プラクティス（ターゲットをこわせ!）
コースに設置された10個の標的を攻撃して全部破壊する1Pゲームのボーナスステージ1を練習することができる。コースは各キャラクターにひとつずつ用意されており、細かな動作や攻撃ワザの性質を知る練習になるようにも設計されている。タイムを計測することができるので、タイムアタックを行うことも可能。
1Pゲームでは、壊したターゲットの数に応じたボーナス得点が入る。
ボーナス2プラクティス（台を乗りついでいけ!）
コースに設置された10個の黄色い台を乗り継いでいく1Pゲームのボーナス2を練習、タイムを計測する。「ターゲットをこわせ!」と同様に各キャラクターごとにコース設計が異なり、動作や復帰に使える必殺ワザの性質を知る練習になるデザインとなっている。
1Pゲームでは、乗り継げた台の数に応じたボーナス得点が入る。
対戦ゲーム
最大4人で、タイム制・ストック制の2種類のルールとシングル・チームの2つの方式のバトルが出来るモード。ステージは全9ステージで、内1ステージは対戦モード限定で条件を満たすと遊べるようになる。また、ある条件を満たすと出現させるアイテムの設定も可能になる。
記録・資料
対戦成績
これまで対戦した勝敗や吹っ飛ばされた数などの細かい成績を見ることが出来る。
キャラクター紹介
プレイヤーが操作できるキャラクターによるプロフィールや登場作品などの紹介を見ることが出来る。隠しキャラクターを出現すれば、隠しキャラクターによる紹介も見ることが出来る。マスターハンドや謎のザコ軍団といったCPU専用キャラクターの紹介はない。
サウンドテスト
ある条件を満たすと選ぶことが出来る。ゲーム中に使用されるBGMやSEやキャラクターのボイスを聞くことが出来る。

## 登場キャラクター
プレイヤーが操作できるキャラクターは、全て任天堂が過去に発売した人気ゲームシリーズのキャラクターから引用されている。また、CPU専用のオリジナルキャラクターも登場する。

### プレイヤーキャラクター
プレイヤーが操作できるものは以下の計12キャラクターが登場している。キャラクターの表記順は各キャラクターの作品が誕生した順番に準拠している。括弧内のソフトは、それぞれの代表作。
なお、この12キャラクターは大乱闘スマッシュブラザーズシリーズ全作品にプレイヤーキャラとして登場している。

#### 基本キャラクター
ここでは最初から使用できるキャラクターについて述べる。ドンキーコングのみ、1Pモードの敵として登場時は「ジャイアントドンキーコング」になり、通常キャラは味方でのみ登場する。
マリオ（スーパーマリオブラザーズ）
声：チャールズ・マーティネー
『マリオ』シリーズの主人公。CPU戦ではSTAGE4でルイージと組んで登場する。
全体的な能力がクセ無く平均的にまとまったバランスのオールマイティに使えるキャラクター。困る場面が無い反面、突出した能力もない。主な必殺ワザは「ファイアボール」と「スーパージャンプパンチ」。
ドンキーコング（スーパードンキーコング）
声：サウンドエフェクト
『スーパードンキーコング』の主人公。
巨体とパワーで圧倒するタイプで豪快な技を持っている。大きな箱やタルを素早く持ち運べるのも本作では彼だけ。反面飛び道具を持っておらず、巨体の為敵の攻撃が当たりやすい。主な必殺ワザは2度押しの溜め技である本作最高威力の打撃技「ジャイアントパンチ」。
リンク（ゼルダの伝説 時のオカリナ）
声：檜山修之
『ゼルダの伝説 時のオカリナ』の主人公。CPU戦ではSTAGE1に登場し、トップバッターを務めている。
剣で戦うキャラクターで、爆弾・ブーメランなども使用可能で、遠近問わず高い攻撃能力を持つが、運動能力が低い。必殺ワザ「回転切り」の他に、「バクダン」や「ブーメラン」も使いこなす。
サムス（メトロイド）
声：サウンドエフェクト
『メトロイド』シリーズの主人公。CPU戦ではSTAGE8に登場し、基本キャラクターの中では最後に登場する。
原作の挙動を再現したふんわりとした挙動が特徴で、遠距離戦や対空迎撃を得意とするキャラクター。2度押しの溜め技「チャージショット」が主な必殺ワザとなる。なお、本作のキャラクターの中では唯一、女性と明言されている。
ヨッシー（ヨッシーストーリー）
声：戸高一生
『マリオ』シリーズの登場人物で、『ヨッシーアイランド』の主人公。CPU戦ではSTAGE2にて大群として登場する。
移動に使える必殺ワザが無い代わりに、空中ジャンプで非常に高くのびあがる。ジャンプをはじめとして他のキャラクターにはないトリッキーな要素が多い。必殺ワザは「たまご生み」「たまご投げ」と「ヒップドロップ」。
カービィ（星のカービィ）
声：大本眞基子
『星のカービィ』シリーズの主人公。CPU戦ではSTAGE7にコピー済みの状態で大量に登場する。
相手の必殺技をコピーする事が可能なキャラクター。通常2段までのジャンプが5段ジャンプまで可能で空中制御に優れている。主な必殺ワザは「すいこみ」。
フォックス（スターフォックス64）
声：里内信夫
『スターフォックス』シリーズの主人公。CPU戦ではSTAGE3に登場する。
移動や攻撃のスピードが速く、上方向への攻撃が得意なキャラクター。対して本作では攻撃力が低く、リードを奪われやすい。主な必殺ワザは「ブラスターショット」と「リフレクター」。
ピカチュウ（ポケットモンスター 赤・緑）
声：大谷育江
『ポケットモンスター 赤・緑』のポケモンの代表的キャラクター。CPU戦ではSTAGE5に登場する。
すばしっこく小回りがきき、その能力を活かした必殺ワザ「でんげき」や「かみなり」なども用いる。

#### 隠しキャラクター
ある条件を満たすと発生する「チャレンジマッチ」に勝利すると解禁される。1Pモードでルイージ以外のキャラは敵として登場せず、味方でのみ登場する。
ルイージ（スーパーマリオブラザーズ）
声：チャールズ・マーティネー
『スーパーマリオブラザーズ』のもう一人の主人公で、マリオの弟。本作のみ、マリオのモデル替えキャラクターでもある。本作においてモデル替えキャラクターに分類されるのは彼のみとなっている。CPU戦でマリオの相方としてSTAGE4に登場する。
マリオと似た性能を持つが、走った際に滑りやすく、ジャンプがマリオよりも高く飛べてふんわりとしているなど、癖が強めの変更がなされている。必殺ワザ「スーパージャンプパンチ」はマリオと異なりただ当てるだけでは威力の低い殆ど意味のない技だが、発動時に密接した相手にのみ「ファイアジャンプパンチ」となり高い威力を発揮する。
キャプテン・ファルコン（F-ZERO）
声：堀川亮（現：堀川りょう）
『F-ZERO』シリーズの主人公。
歩行速度はやや遅めだが、全キャラ中最速の走行速度を持つ。攻撃力も高めだが、ワザのスキが全体的に大きい。必殺ワザは溜め無し技では大きな威力と隙を持つ「ファルコンパンチ」や、唯一対空用のつかみワザである「ファルコンダイブ」などがある。
ネス（MOTHER2 ギーグの逆襲）
声：大本眞基子
『MOTHER2』の主人公。
原作の能力であるPSI（超能力）を駆使して戦う。空中ジャンプはヨッシーに近い特性で、速度が遅いが高く飛べ独特の曲線を描く。良くも悪くもアクの強い性能を持つキャラクターとなっている。「PKファイアー」「PKサンダー」と「サイマグネット」を使うが、必殺ワザを復帰に使う際に特殊な操作が必要となる。
プリン（ポケットモンスター 赤・緑）
声：かないみか
『ポケットモンスター 赤・緑』の登場キャラクター。
意図的に「弱いキャラクター」として作られており、攻撃力・リーチ・吹っ飛びにくさは低め。しかしカービィ同様の5回ジャンプとカービィ以上の空中制御力・復帰力は他のキャラに類を見ない長所であり、必殺ワザ「はたく」の移動力や「ねむる」時に密接した相手に対する威力も抜群。

### CPU専用キャラクター
前述の通り、敵としてのみ登場し、プレイヤーは操作することができない。いずれも1Pゲームでのみ登場する。
ジャイアントドンキーコング
STAGE6に登場。ドンキーコングを一回り大きくしたキャラクターで、体が大きく、スマッシュ攻撃などで、ステージの外から落ちることがあるため、3人で協力しながら倒す。巨体故に、通常のドンキーを凌ぐ攻撃のふっとばし力と範囲を持ち、重さもドンキー以上でダメージがたまらないとなかなか飛ばすことが出来ない。同様に理由でサイズが大きいのでダメージを貯めるの自体は容易だが、多少の攻撃を受けてもひるまない（スーパーアーマーの様にひるむモーションそのものが出ない）という特性を持ち、こちらの攻撃に割り込んでくる。なお、プレイヤー側がドンキーコングを使っていても、色違いにはならない。
メタルマリオ
STAGE9に登場する、中ボス。『スーパーマリオ64』に登場した、全身が金属化したマリオ。動作はマリオと同じだが、全体が金属で出来ているため、非常に重くなっており吹っ飛び難い上、ジャイアントドンキー以上にひるみ難いが、落下速度が非常に速いため一旦ステージ外に押し出せばそれだけで倒すことが出来るという脆さもある。なお、カービィが吸い込んでもコピーできない。また、歩く時に特殊な歩行音が鳴る。
謎のザコ敵軍団
STAGE10に登場する、中ボス。このゲームに登場する12種類のキャラクターの骨組みのみを抽出した紫色のキャラクター。攻撃モーションはオリジナルと同じだが、必殺ワザなどが使えないという差異がある。全部で30人の軍団で登場するが、非常に吹っ飛びやすいためスマッシュ攻撃などで一撃で倒すことが出来る。
STAGE10の直前に発生するボーナスステージ3「ボスのところまでたどりつけ!」でもコース上に3体が現れてプレイヤーを攻撃したり妨害して来るが、こちらは強く設定されている上、ステージ形状の関係で絶対に倒せないため逃げるしかない。
マスターハンド
最後のステージで登場。1Pゲームの最終ボス。謎の白い右手袋。後に『星のカービィ 鏡の大迷宮』にも登場。殴ったり指からミサイルを発射するなどの攻撃をしてくる。このキャラクターのみ体力制になっており、0にすれば勝利となる。ちなみにこのキャラのみマッチング画面で名前が呼ばれない。オープニングで登場し、人形達に命を吹き込んだ。
なお後のシリーズと異なり、体力（HP）は難易度を問わず300で固定となっている。

## その他

### スマブラ拳!!
本作のディレクター桜井政博自身により、プログラムや仕様、システムなどゲーム裏側などを交えてゲーム内容の詳細を紹介するサイト「スマブラ拳!!」が作られ、以後のシリーズにおいても伝統として同名のホームページが作られるようになった。後に、これをまとめて一部編集を加えられたものが書籍化され、小学館より発売されている。
同ホームページで行われた「アンケート収集拳!!」の企画『スマブラ2があるとしたら出てほしいキャラ』 に対するコメントとして、実はクッパ、デデデ大王、ミュウツーなどは開発段階では登場予定だったのだが諸事情でボツとなったという事が語られている。のちにクッパとミュウツーは続編『大乱闘スマッシュブラザーズDX』で、デデデ大王は3作目の『大乱闘スマッシュブラザーズX』で登場を果たすこととなった。『X』ではミュウツーが未登場だったため長らく3キャラの共演はなかったが、『大乱闘スマッシュブラザーズ for Nintendo 3DS/Wii U』に発売後ミュウツーがダウンロードコンテンツで登場したことで、16年以上掛かってようやく実現された。

### 没となったシステム
『大乱闘スマッシュブラザーズX』で登場した要素「最後の切りふだ」はこのころから構想があったのだが、諸事情で没になった。「最後の切りふだ」用の掛け声の収録もちゃんと行われておりネスやキャプテン・ファルコンなど一部の『X』参戦キャラクターのボイスの中には、このゲームで収録して流用しているものがある。
アイテムにおいては、後のシリーズ作で登場することとなる「スーパーキノコ」（スーパーマリオブラザーズ）がアイデアとして存在したことが後のインタビュー記事などで判明しているが、NINTENDO64で激しく巨大なキャラクターを動かすにはハードの情報処理能力の面で問題があったため、廃案となった（ジャイアントドンキーコングに関しては、「巨大キャラクターが一体のみで、決まったシチュエーションで登場」という限定した条件にすることで処理落ちなどが起きないようにされている）。

### 海外版との相違点
本作の海外版は、言語に関する点以外にも一部の仕様変更が行われている。
1Pゲームをクリアすると流れるエンディング後の最後に、各キャラクターごとに固有の一枚絵が表示されるようになっている。これは日本版にも搭載する予定だったが、開発期間の事情から没となった。この要素は続編『大乱闘スマッシュブラザーズDX』以降は日本版にも搭載されている。
キャラクターのバランスに関しても細かな調整が行われており、一部の技のベクトル（相手を吹っ飛ばす方向）、威力、吹っ飛びの大きさなどの違いがある。また、海外の規制などに伴い、効果音など演出の一部変更なども行われている（例えば、打撃音が『スーパーマリオ 魔界帝国の女神』のようなリアルな音から『ポケットモンスター サン&ムーン』のようなコミカルなものに変わっている）。

### 備考
- 開発元のハル研究所で、現在会社のロゴとして使われている「タマゴを温める犬」のイラストは、本作のオープニングで初登場した。
- 各キャラクターの必殺ワザの名称は、「スマブラ拳!!」での説明、ゲーム中のキャラクター説明や任天堂ホームページ上の公式サイトでの名称、「スマブラ拳!!」以前の雑誌や攻略本とでは名称が一部異なっている（例として、ピカチュウの上必殺ワザ「でんこうせっか」はゲーム中の説明のみ「こうそくいどう」になっている）。以後のシリーズでは、「スマブラ拳!!」上で使用された名称が使われている。
- Wiiのバーチャルコンソール版配信は、N64版発売から10年後ほぼぴったりに行われている。これはゲーム雑誌『週刊ファミ通』で桜井政博が連載しているコラムによると、この日程で配信の理由は第1作目発売から10周年記念による意図的なものである。
- 『ファミ通』クロスレビューでは40点満点中31点のシルバー殿堂を獲得[7]。